# EA-۴۰۵۶
EA-۴۰۵۶ یک عامل عصبی کارباماتی کشنده است.